# Ешпіньєл
Ешпіньє́л (порт. Espinhel; МФА: [ʃ.pi.ˈɲɛɫ]) — колишня парафія в Португалії, в муніципалітеті Агеда. Перебувала у складі округу Авейру.  Входила до регіону Центр. За старим адміністративним поділом, що був чинним до 1976 року, територія парафії належала провінції Берегова Бейра.  Ліквідована 28 січня 2013 року. Увійшла до складу парафії Рекардайнш і Ешпіньєл. Площа парафії — 11,95 км², населення — 2482 ос. (2011), густота населення — 207,7 осіб/км²
. Патрон — Діва Марія. Поштовий індекс — 3750. Код  — 010108.

## Географія

Агеда (2013)
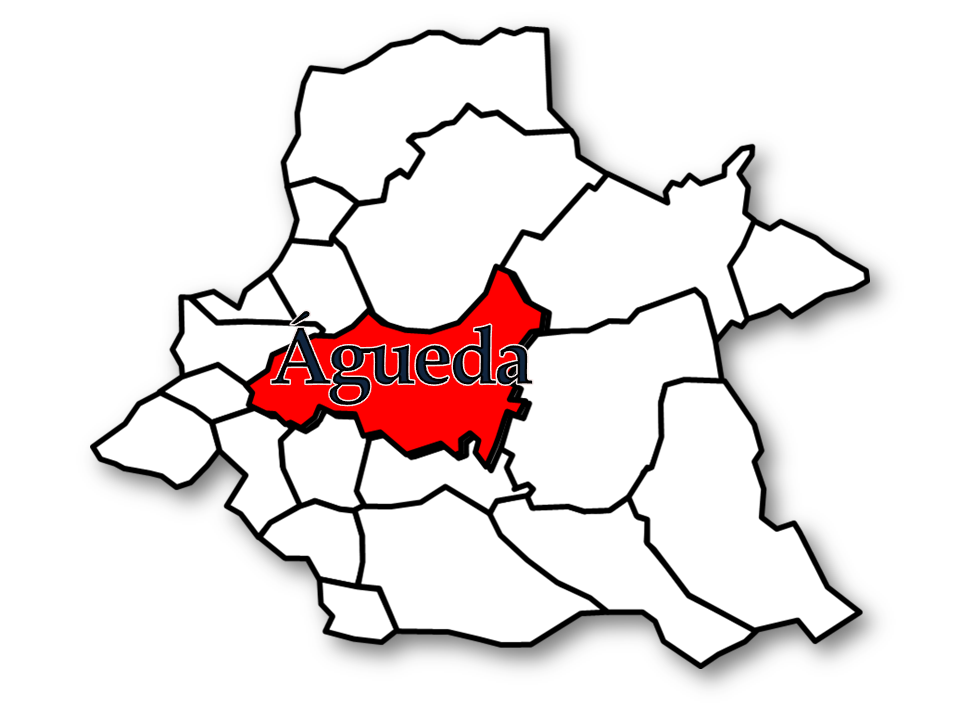
Агеда
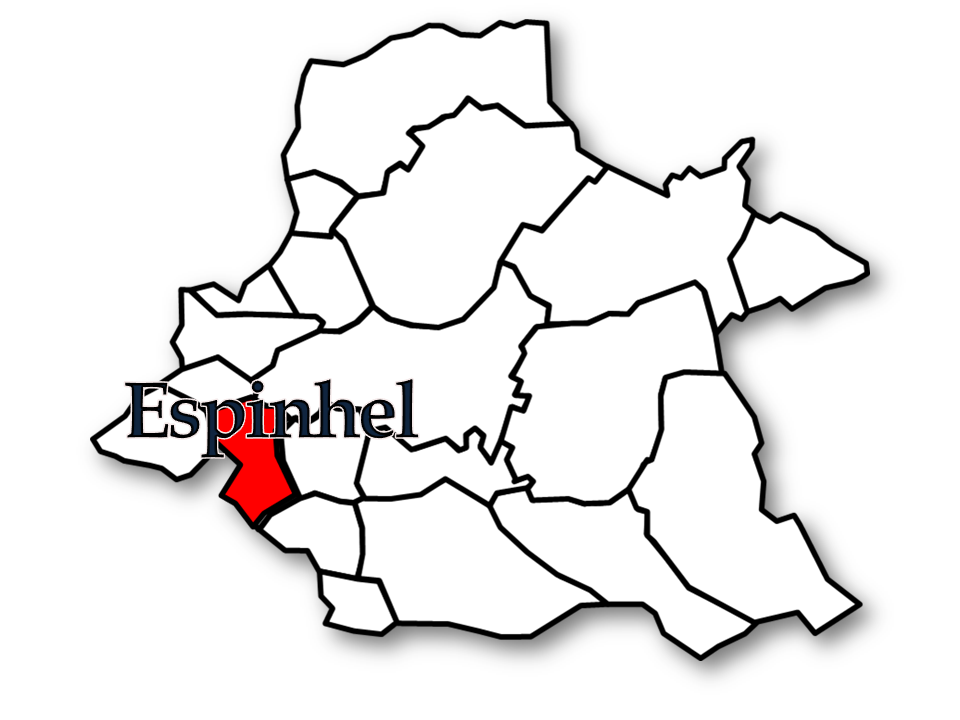
Ешпіньєл

## Населення
| Кількість мешканців | Кількість мешканців | Кількість мешканців | Кількість мешканців | Кількість мешканців | Кількість мешканців | Кількість мешканців | Кількість мешканців | Кількість мешканців | Кількість мешканців | Кількість мешканців | Кількість мешканців | Кількість мешканців | Кількість мешканців | Кількість мешканців |
| ------------------- | ------------------- | ------------------- | ------------------- | ------------------- | ------------------- | ------------------- | ------------------- | ------------------- | ------------------- | ------------------- | ------------------- | ------------------- | ------------------- | ------------------- |
| 1864                | 1878                | 1890                | 1900                | 1911                | 1920                | 1930                | 1940                | 1950                | 1960                | 1970                | 1981                | 1991                | 2001                | 2011                |
| 1.213               | 1.263               | 1.239               | 1.345               | 1.419               | 1.422               | 1.593               | 1.810               | 1.949               | 2.146               | 2.336               | 2.472               | 2.634               | 2.799               | 2.482               |